# Tricentrus kodaikanalensis
Tricentrus kodaikanalensis är en insektsart som beskrevs av Liang och Mckamey 1995. Tricentrus kodaikanalensis ingår i släktet Tricentrus och familjen hornstritar. Inga underarter finns listade i Catalogue of Life.